# Ореус, Максим Максимович
Максим Максимович Ореус (1742—1819) — действительный статский советник, в 1799-1804 гг. выборгский (финляндский) губернатор.
Сын пастора Магнуса Густафсона Орреуса, брат военного врача и писателя Густава Ореуса; по окончании курса в Абоской академии в Финляндии, в 1757 году поступил на службу в Выборгский магистрат, откуда вскоре был переведен в Юстиц-коллегию лифляндских, эстляндских и финляндских дел, а затем во 2-й департамент Сената в секретари. В октябре 1783 г. был назначен председателем Выборгской гражданской палаты, в 1793 году получил чин статского советника, а в 1797 году стал выборгским вице-губернатором. В декабре 1799 года Ореус был произведен в действительные статские советники и назначен сначала выборгским, а после переименования губернии в 1802 году — финляндским гражданским губернатором, в каковой должности пребывал до 1804 года, когда его сменил Н.И. Эмин. 
После получения российского дворянства носил фамилию фон Ореус. В браке с Элизабет Ловисой фон Дэн (Elisabeth Lovisa von Daehn). 
Сыновья: 
- Алексей (1782—1812), подполковник, командир Рязанского пехотного полка. Погиб в Бородинском сражении[1].
- Фёдор, генерал от инфантерии
- Ивана, сенатор, товарищ министра финансов.